# لیا تانتسی
لیا تانتسی (ایتالیایی: Lia Tanzi؛ زادهٔ ۳ نوامبر ۱۹۴۸) بازیگر اهل ایتالیا است.
او دانش‌آموختهٔ «مدرسهٔ هنرهای نمایشی میلان» بود و به‌همراه همسرش «جوزپه پامبیری» بیشتر در زمینهٔ تئاتر و فیلم‌های کمدی فعالیت می‌کرد.
از فیلم‌های او می‌توان به از دیدار مجدد شما خوشحالم، ارواح شهوت‌زده، پوکر در رختخواب، میلان می‌لرزد: پلیس به‌دنبال عدالت، مرگ مشکوک یک دختر کم سن‌وسال، بال‌های زندگی و سنبله، ثور، جدی اشاره کرد.